# رباط سري متوسط
الرباط السري المتوسط هو رباط في جسم الإنسان عبارة عن نسيج ذابل يمثل السرر المثاني للجنين.
يمتد الرباط السري المتوسط من قمة المثانة إلى السرة، على السطح العميق لجدار البطن الأمامي. الرباط السري المتوسط رباط غير مزدوج.
يقع على الجانب الوحشي لهذا الرباط الرباط السري الأنسي والرباط السري الوحشي.
كما يغطى الرباط السري المتوسط بالانثناء السري المتوسط.

## الأهمية
يستخدم الجراحون الرباط السري المتوسط كمَعلم جراحي في منظار البطن، مثل معالجة الفتق الأربي بالمنظار.وبخلاف ذلك، فلا يوجد للرباط السري المتوسط وظيفة في الإنسان المولود ويمكن قطعه أو إزالته دون أضرار تُذكر.

## روابط خارجية
- الرباط السري المتوسط
  - شكل تشريحي: 36:01-01 على موقع مركز سوني دونستات الطبي (تشريح بشري عبر الإنترنت). - "القناة الأربية واشتقاق طبقات من الحبل المنوي."
  - صور تشريحية:44:04-0105 في مركز داونستيت الطبي التابع لجامعة نيويورك - "حوض الذكر: المثانة البولية"
  - صور تشريحيَّة:7576 على موقع مركز سوني دونستات الطبي.
- الانثناء السري المتوسط
  - شكل تشريحي: 36:03-12 على موقع مركز سوني دونستات الطبي (تشريح بشري عبر الإنترنت). - "السطح الداخلي لجدار البطن الأمامي."